# Колково
Ко́лково (рос. Колково) — село у складі Орловського району Кіровської області, Росія. Входить до складу Орловського сільського поселення.
Населення становить 392 особи (2010, 548 у 2002).
Національний склад станом на 2002 рік — росіяни 94 %.